# Штадензен
Штадензен (нем. Stadensen) — коммуна в Германии, в земле Нижняя Саксония. 
Входит в состав района Ильцен. Подчиняется управлению Врештедт.  Население составляет 1326 человек (на 31 декабря 2006 года). Занимает площадь 53,6 км². Официальный код  —  03 3 60 021.
Коммуна подразделяется на 7 сельских округов.